# Taze Kand-e Hasel-e Ghubi
Taze Kand-e Hasel-e Ghubi – wieś w Iranie, w ostanie Azerbejdżan Zachodni, w szahrestanie Mijandoab. W 2006 roku liczyła 132 mieszkańców.